# Kraczkowa
Kraczkowa ist eine Ortschaft mit einem Schulzenamt der Gemeinde Łańcut im Powiat Łańcucki der Woiwodschaft Karpatenvorland in Polen.

## Geographie

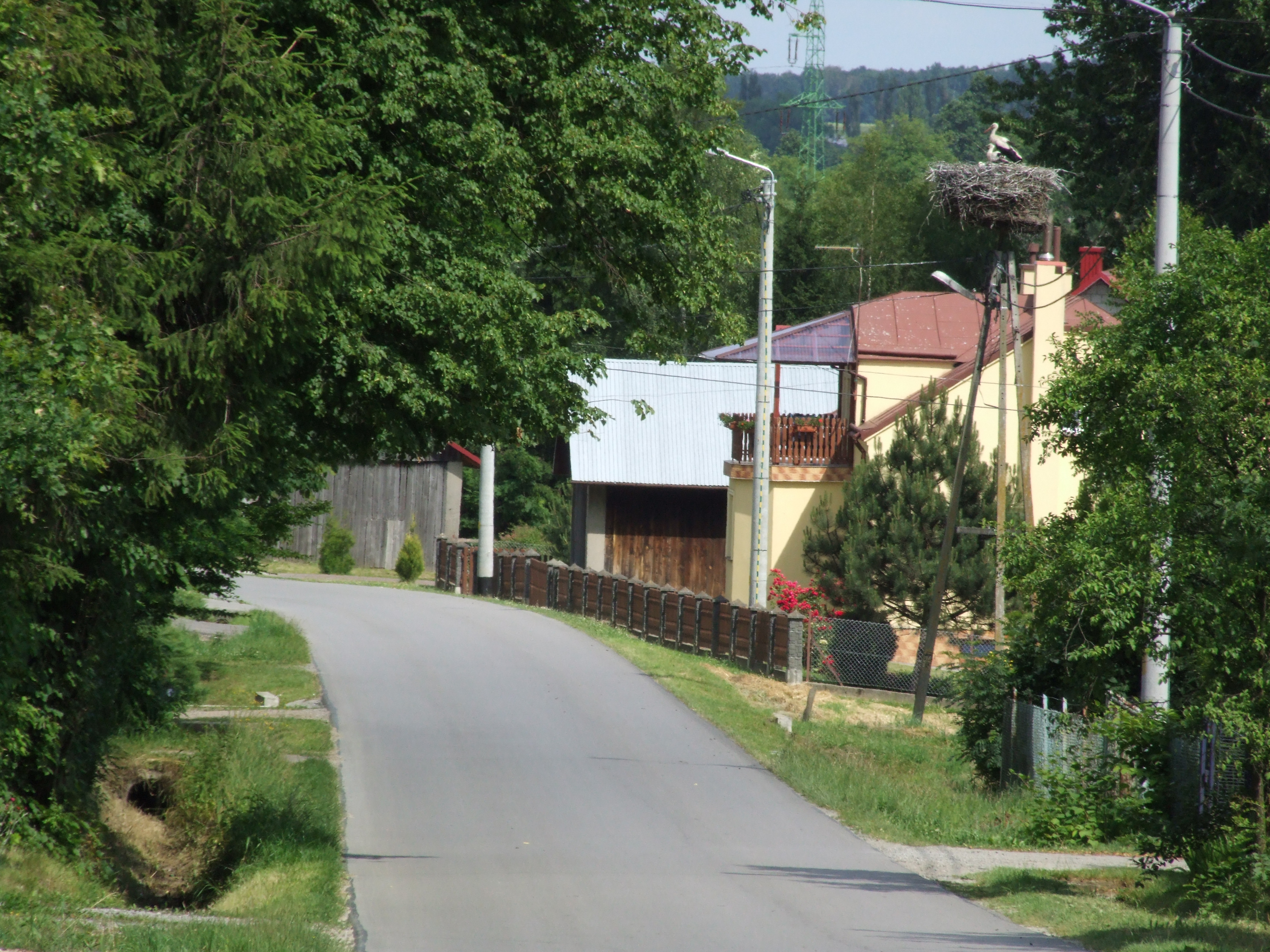
Weg zu Albigowa

Der Ort liegt an der Grenze von Rzeszów-Vorgebirge (der südlichste Teil des Sandomirer Beckens) im Norden und Dynów-Gebirge im Süden, am Bach Wysoka etwa 5 Kilometer südwestlich von der Stadt Łańcut und 10 Kilometer östlich von Rzeszów.
Nachbarorte sind die Stadt Łańcut im Nordosten, Wysoka im Osten, Albigowa im Südosten, Cierpisz im Süden, Malawa im Westen, Strażów im Nordwesten, Krzemienica im Norden.

## Geschichte
Im späten 14. Jahrhundert entstand um die Stadt Łańcut eine geschlossene deutsche Sprachinsel (später Walddeutsche genannt, die bis zum 18. Jahrhundert polnischsprachig wurden), von etwa zehn Dörfern, darunter höchstwahrscheinlich auch das Dorf Kraczkowa. Am 16. August 1369 teilte Otto(kar) von Pilcza (Pilica), der Woiwode von Sandomierz, einem Iohan (Jan) Howsteter das Lokationsdokument für Gründung neues Dorfes zu. Die benutzte Formulierungen in villa nostra dicta Noua Villa, vulgariter autem Daz Newdorf und in fluvio dicto Alba Aqua, wlgariter autem Daz Weyse Wasser deuten auf deutschstämmige Siedler. Später im Jahr 1384 wurde in districtu Lanchudensi die römisch-katholische Pfarrei Nawedorph erwähnt. Für Identifizierung der Siedlung Newdorf/Nawedorph als spätere Kraczkowa spricht die Benutzung der deutschen Sprache in Kraczkowa (neben Markowa und Albigowa) noch im 17. Jahrhundert. In den Jahren 1601, 1604, 1638 und 1646 musste der örtliche Priester Deutsch beherrschen, um die Bewohner zu verstehen, Im Jahr 1638 wurden die Bewohner von Kraczkowa subditos germanos benannt und im Jahr 1646 notierte die Visitation der Pfarrei, dass die Dörfer in der Pfarrei fast nur von Deutschen bewohnt sind, die niemand in der Umgebung verstand.
Das Dorf gehörte der Adelsfamilie Pilecki (die Nachkommen von Otto von Pilcza) bis zum Jahr 1586. Die erste Kirche wurde 1624 von den Tataren niedergebrannt. Ab dem Jahr 1753 gehörte das Dorf zu Franciszek Salezy Potocki. Sein Sohn, Stanisław Szczęsny Potocki, kaufte das Dorf im Jahr 1786 an Konstancja Bekierska (Bielska).
Bei der Ersten Teilung Polens kam Kraczkowa 1772 zum neuen Königreich Galizien und Lodomerien des habsburgischen Kaiserreichs (ab 1804). Ab 1839 gehörte es zu Ignacy Skarbek, dann zu Jan Wolski (ab 1843) und Hersch Weinberg (ab 1855). Nach der Aufhebung der Patrimonialherrschaft mit Leibeigenschaft bildete es ab 1850 eine Gemeinde im Bezirk und Gerichtsbezirk Łańcut. Bis zum 1915 gehörte das Vermögen zu Roman Potocki.
1918, nach dem Ende des Ersten Weltkriegs und dem Zusammenbruch der k.u.k. Monarchie, kam der Ort zu Polen. Unterbrochen wurde dies nur durch die Besetzung Polens durch die Wehrmacht im Zweiten Weltkrieg.
Von 1975 bis 1998 gehörte Kraczkowa zur Woiwodschaft Rzeszów.

## Persönlichkeiten
- Tomasz Szajer (1860–1914), polnischer Bauer, Abgeordneter des Galizischen Landtags sowie des Österreichischen Abgeordnetenhauses